# Mateusz Billewicz
Mateusz Billewicz herbu Mogiła (zm. 11 kwietnia 1788) – ciwun Dyrwian Małych w latach 1783–1788, ciwun retowski w latach 1779–1783, ciwun użwenckiw latach 1775–1779, ciwun twerski w latach 1767–1775, wojski żmudzki w latach 1765–1767, strażnik żmudzki w latach 1756–1765, starosta besmierski w 1764 roku.
Syn ciwuna Wielkich Dyrwian Aleksandra, brat Jerzego Szymona.
W 1753 roku uczęszczał do Collegium Nobilium jezuitów w Wilnie. Był elektorem Stanisława Augusta Poniatowskiego w 1764 roku z Księstwa Żmudzkiego.